# Hasselbraam
De hasselbraam is de vrucht van de fictieve gelijknamige struik in het Nederlandse (kinder)boek Pluk van de Petteflet van Annie M.G. Schmidt met tekeningen van Fiep Westendorp.
Het bijzondere van de hasselbraam is dat iedere volwassene die er van eet onmiddellijk het werk waar men mee bezig was laat liggen en gaat spelen. Op kinderen heeft de hasselbraam geen speciaal effect.

## Rol van de hasselbraam in het verhaal
Door de hasselbraam op te sporen en in te zetten weet Pluk een ramp te voorkomen: het park vlak bij de flat van Pluk en zijn vrienden zal worden weggebulldozerd en veranderd in een tegelpleintje. Dit zal ten koste gaan van de dieren die wonen in de Torteltuin; een stukje natuur in het park. Pluk komt net op tijd en plant de hasselbraam bij het park. Door van de bramen te eten gaat iedereen spelen, onder andere met de tegels. Als alle tegels op zijn, wil de burgemeester geen nieuwe materialen kopen en wordt de aanleg van het pleintje afgelast. De burgemeester ziet definitief af van de voorgenomen plannen nadat de bouwvakkers, die klaar stonden om het park vol beton te storten, na het nuttigen van de hasselbramen gingen spelen met de betonmolens en al doende betonnen kunstwerken hadden gemaakt. De burgemeester was daar erg van onder de indruk, want hij had altijd al een park met kunstwerken willen hebben.
Verder is er mevrouw Helderder die aan smetvrees lijdt, een aandoening die vooral ten koste ging van haar dochter Aagje. Mevrouw Helderder at vanwege haar smetvrees niet van de bramen maar ze maakte er wel jam van. Ze werd door Aagje en Pluk op een dieet gezet van één theelepeltje hasselbramenjam per dag, waarna ze veel aardiger werd en haar dochter Aagje niet meer zo netjes hoefde te zijn en vaker met Pluk mocht spelen.

## Vernoemingen
Een aantal basisscholen, kinderdagverblijven en kinderop vangorganisaties in Nederland is vernoemd naar de hasselbraam. Zo zijn er basisscholen in onder andere Amsterdam, Deurne, Eindhoven (zie Saltoschool De Hasselbraam), Etten-Leur, Haaren, Heerhugowaard, Leek, Emmen en Leiderdorp met deze naam. Ook een park in Breda- West, Princenhage heeft de naam Hasselbraampark gekregen. In dit park dat onderhouden wordt door buurtbewoners, verenigd in Princenhage Groen, staat een mooie speeltuin, die omringd wordt door allerhande bramen- en bessenstruiken, de hasselbramen.